# Helina aspidocerca
Helina aspidocerca este o specie de muște din genul Helina, familia Muscidae, descrisă de Feng în anul 2001.
Este endemică în Sichuan. Conform Catalogue of Life specia Helina aspidocerca nu are subspecii cunoscute.